# جونی‌کلا
جونی‌کلا، روستایی است از توابع بخش مرکزی شهرستان محمودآباد در استان مازندران ایران.

## جمعیت
این روستا در دهستان اهلمرستاق جنوبی قرار دارد و براساس سرشماری مرکز آمار ایران در سال 1396 جمعیت آن 617 نفر (202خانوار) بوده‌است.که 310مرد و307 زن می
باشند